# Europeiska inomhusmästerskapen i friidrott 1974
Europeiska inomhusmästerskapen i friidrott 1974 genomfördes 1974 i Göteborg, Sverige. 

## Medaljörer, resultat

### Herrar
60 m
- 1 Valerij Borzov, Sovjetunionen – 6,58
- 2 Manfred Kokot, Östtyskland – 6,63
- 3 Aleksandr Korneljuk, Sovjetunionen – 6,66

400 m
- 1 Alfons Brydenbach, Belgien  – 46,53
- 2 Andreas Scheibe, Östtyskland  – 48,80
- 3 Günther Arnold, Östtyskland – 46,94

800 m
- 1 Luciano Sušanj, Jugoslavien – 1.48,07
- 2 András Zsinka, Ungern  – 1.48,50
- 3 Josef Plachý, Tjeckoslovakien – 1.49,49

1 500 m
- 1 Henryk Szordykowski, Polen – 3.41,78
- 2 Thomas Wessinghage, Västtyskland – 3.42,04
- 3 Wlodzimierz Staszak, Polen – 3.43,48

3 000 m
- 1 Emiel Puttemans, Belgien  - 7.48,48
- 2 Paul Thijs, Belgien – 7.51,76
- 3 Pavel Penkava, Tjeckoslovakien – 7.51,79

60 m häck
- 1 Anatolij Mosjiasjvili, Sovjetunionen – 7,66
- 2 Miroslaw Wodzynski, Polen – 7,68
- 3 Frank Siebeck, Östtyskland  – 7,75

4 x 392 m
- 1 Sverige – 3.04,55
- 2 Frankrike – 3.05,46

(Endast två lag deltog)
Höjdhopp
- 1 Kestutis Sjapka, Sovjetunionen – 2,22
- 2 István Major, Ungern – 2,20
- 3 Vladimír Malý, Tjeckoslovakien – 2,17

Längdhopp
- 1 Jean-François Bonhème, Frankrike – 8,17
- 2 Hans Baumgartner, Västtyskland – 8,10
- 3 Max Klauss, Östtyskland – 8,03

Stavhopp
- 1 Tadeusz Slusarski, Polen – 5,35
- 2 Antti Kalliomäki, Finland – 5,30
- 3 Jănis Lauris, Sovjetunionen – 5,30

Trestegshopp
- 1 Michal Joachimowski, Polen – 17,03
- 2 Michail Bariban, Sovjetunionen – 16,88
- 3 Bernard Lamitié, Frankrike – 16,56

Kulstötning
- 1 Geoff Capes, Storbritannien – 20,95
- 2 Hans-Joachim Rothenburg, Östtyskland – 20,87
- 3 Jaroslav Brabec, Tjeckoslovakien – 19,87

### Damer
60 m
- 1 Renate Stecher, Östtyskland – 7,16
- 2 Andrea Lynch, Storbritannien – 7,17
- 3 Irena Szewinska, Polen – 7,20

400 m
- 1 Jelica Pavlicić, Jugoslavien – 52,64
- 2 Nadezjda Iljina, Sovjetunionen – 52,81
- 3 Waltraud Dietsch, Östtyskland – 52,84

800 m
- 1 Elżbieta Katolik, Polen – 2.02,38
- 2 Gisela Ellenberger, Västtyskland – 2.02,54
- 3 Gunhild Hoffmeister, Östtyskland – 2.02,59

1 500 m
- 1 Tonka Petrova, Bulgarien – 4.16,17
- 2 Karin Krebs, Östtyskland – 4.17,20
- 3 Tamara Kasatjkova, Sovjetunionen – 4.21,49

60 m häck
- 1 Annerose Fiedler, Östtyskland – 8,08
- 1 Grażyna Rabsztyn, Polen – 8,08
- 3 Meta Antenen, Schweiz – 8,19

4 x 392 m
- 1 Sverige – 3.38,15
- 2 Bulgarien – 3.39,21

(Endast två lag deltog)
Höjdhopp
- 1 Rosemarie Witschas, Östtyskland – 1,90
- 2 Milada Karbanová, Tjeckoslovakien – 1,88
- 3 Rita Kirst, Östtyskland – 1,88

Längdhopp
- 1 Meta Antenen, Schweiz – 6,69
- 2 Angela Schmalfeld. Östtyskland  – 6,56
- 3 Valeria Stefanescu, Rumänien  – 6,39

Kulstötning
- 1 Helena Fibingerová, Tjeckoslovakien  – 20,75
- 2 Nadezjda Tjizjova, Sovjetunionen    – 20,62
- 3 Marianne Adam, Östtyskland – 19,70

## Medaljfördelning
| Medaljfördelning |                 |      |        |       |        |
| Plats            | Land            | Guld | Silver | Brons | Totalt |
| 1                | Polen           | 4    | 2      | 2     | 8      |
| 2                | Östtyskland     | 3    | 5      | 7     | 15     |
| 3                | Sovjetunionen   | 3    | 3      | 3     | 9      |
| 4                | Belgien         | 2    | 1      | 0     | 3      |
| 5                | Sverige         | 2    | 0      | 0     | 2      |
|                  | Jugoslavien     | 2    | 0      | 0     | 2      |
| 7                | Tjeckoslovakien | 1    | 1      | 4     | 6      |
| 8                | Frankrike       | 1    | 1      | 1     | 3      |
| 9                | Bulgarien       | 1    | 1      | 0     | 2      |
|                  | Storbritannien  | 1    | 1      | 0     | 2      |
| 11               | Schweiz         | 1    | 0      | 1     | 2      |
| 12               | Västtyskland    | 0    | 3      | 0     | 3      |
| 13               | Ungern          | 0    | 2      | 0     | 2      |
| 14               | Finland         | 0    | 1      | 0     | 1      |
| 15               | Rumänien        | 0    | 0      | 1     | 1      |